# Jacques Louis Keyzer
Jacques Louis Keyzer (Oosterhout, 7 juli 1896 - Tilburg, 20 februari 1961) was een Nederlandse arts.

## Levensloop
Dr. Jacques Louis Keyzer werd geboren als zoon van Louis Eugène Keyzer, apotheker te Breda, en Augusta Maria Catharina van Gils. Keyzer was vanaf 1923 in Tilburg kinderarts en actief in de gezondheidszorg voor kinderen in brede zin. Hij was oprichter van medische kinderdagverblijven. In navolging van dr. Christine Bader, die in 1928 in Nederland het eerste dagverblijf voor kleuters stichtte, richtte hij in 1933 in Goirle een 
medisch kinderdagverblijf op.

## Publicaties
- Publicatie in het Maandtijdschrift voor Kindergeneeskunde, Leiden - S.C. Van Doesburgh, jaargang I, No. 10, 1932 Dr. J.L. Keyzer, kinderarts te Tilburg, 'Twee families met ziekten van het spierstelsel'.
- Publicatie van Christine Bader, Arnhem en dr. J.L. Keyzer, Tilburg: 'Over kleuterzorg en kleuterdagverblijven'.

## Tweede Wereldoorlog
Op 6 november 1944 werd in Tilburg het Oorlogscomité opgericht door mevrouw Van de Mortel, echtgenote van de burgemeester. Twee weken later, nadat de eerste evacués waren gearriveerd, richtte Jacques Keyzer het [(evacuatie-comité)] op.

## Oprichter kinderdagverblijf Kleuterheil
Keyzer was oprichter (1933) en geneesheer-directeur van het medisch kinderdagverblijf Kleuterheil aan de rand van Tilburg.
Jacques Keyzer ontwikkelde zich tot een inspirerend promotor van het instituut 'medisch kleuterdagverblijf' in Nederland. In de oorlogswinter van 1944-1945 nam hij het initiatief om inventaris, meubilair en kleding bijeen te brengen voor 10 kleuterdagverblijven voor de grote steden in het westen van Nederland. Een grote actie in Curaçao leverde hiervoor de benodigde gelden op. Hij initieerde tevens de opleiding van teams voor de uitvoering van de werkzaamheden. 
In de geest van Kleuterheil, ontstonden zo ook kleuterdagverblijven in Utrecht, Amsterdam, Haarlem en Leiden. In Den Haag en Rotterdam werden het dag- en nachtverblijven. Door gebrek aan geschikte huisvesting en financiële middelen verdwenen na enkele maanden de verblijven in Utrecht, Den Haag en Rotterdam. Die in Amsterdam, Haarlem en Leiden konden blijven bestaan.
In 1946 waren er kleuterdagverblijven in Amsterdam, Haarlem, Leiden, Den Haag, Tilburg, Nijmegen en Arnhem. In 1947 werd de stichting "Federatie van Kleuterdagverblijven" in het leven geroepen, bij notariële akte op 20 juni 1947 in Arnhem. Doel was het scheppen van een centrale organisatie van kleuterdagverblijven in Nederland ter handhaving en verbetering van een medisch, hygiënisch en pedagogisch verantwoorde inrichting en werkwijze bij de aangesloten kleuterdagverblijven. De stichting wilde de kleuterdagverblijven financieel steunen. Hiervoor rekende zij in aanvang op particuliere liefdadigheid. In 1962, een jaar na het overlijden van Jacques Keyzer, werd de stichting omgevormd tot de vereniging "Federatie Medisch Kleuterdagverblijven in Nederland".
Jacques Keyzer richtte in Goirle eveneens het zogeheten koloniehuis of Kinderdorp St. Godelieve (1957) op, een herstellingsoord voor kinderen, en de openluchtdagschool San Domenico Savio (1958). San Domenico Savio was een modelschool specifiek voor kinderen die om gezondheidsredenen geen 'gewone' school konden bezoeken. In 1948 lanceerde hij het idee voor de oprichting van een openluchtschool in het Leijpark in Tilburg, maar dit plan werd niet gerealiseerd.
Op 6 november 1944 werd in Tilburg het Oorlogscomité opgericht door mevrouw Van de Mortel, echtgenote van de burgemeester. Twee weken later, nadat de eerste evacués waren gearriveerd, richtte Jacques Keyzer er het [(Evacuatie-Comité)] op evacuatie-comité[dode link] voor geneeskundig onderzoek van de evacués
. Onderzoek vond plaats in de Leo XIII-school, de zusters Franciscanessen van Kleuterheil verleenden hierbij medische ondersteuning.
Hij maakte als de Kinderspecialist deel uit van de medische staf van het St. Elisabeth Ziekenhuis in Tilburg tot 1957. Keyzer was de eerste medicus die bij pasgeboren kinderen het zogeheten bloedwisselen toepaste bij rhesuskinderen.
In 1958 ontving Keyzer de Zilveren Legpenning van de gemeente Tilburg, uit handen van burgemeester Becht.

## Erkenning
In 1958 ontving Keyzer de Zilveren Legpenning van de gemeente Tilburg, uit handen van burgemeester Becht.
Hij was Ridder in de Orde van Sint-Gregorius de Grote en Officier in de Orde van Oranje Nassau.
In Goirle is de Dr. Keyzerlaan, die loopt naar de locatie van zijn Kleuterheil, naar hem vernoemd. Aanvankelijk heette de laan Kleuterlaantje. 
In opdracht is een portret geschilderd van Keyzer, dit hangt nu in Scholengemeenschap De Keyzer, school voor speciaal en voortgezet speciaal onderwijs in Goirle -voorheen Kleuterheil. Het werk is geschilderd door Isidoor Opsomer, een Vlaams realistisch en postimpressionistisch kunstschilder onder meer gespecialiseerd in portretten.

## Geloof
- Keyzer was als katholiek 20 jaar lid van het parochiebestuur St. Joseph, aan de Heuvel in Tilburg.